# パリの王党派通信連絡組織
王党派同盟、パリ委員会、またはより具体的に「製造所」とも呼ばれるパリの王党派通信連絡組織 (パリのおうとうはつうしんれんらくそしき、仏: Agence royaliste de Paris) は、1790年にルイ＝アレクサンドル・ド・ローネーによって設立された秘密組織であり、フランスの反革命的な情報組織である。パリに本拠地を置くこの機関はアントレーグに情報を知らせ、彼はアルトワ伯爵、プロヴァンス伯爵の両王族とヨーロッパ諸国にそれを返信する。この情報網は1794年まで影響力を持っていた。しかし革命の勢いが強まるとともにこの機関は信頼性と規則性を失い、アントレーグは地位のある受信者からの信頼を次第に失っていった。1795年11月10日に主要メンバーの一人であるピエール＝ジャック・ルメートルが処刑されたのを最後に、この冒険は終わりを迎えた。 

## 組織の沿革

### 設立

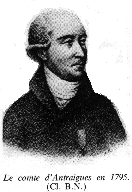
アントレーグ伯爵 1795年。

国民衛兵隊のラファイエット司令官、パリ市長バイイ、そしてジャック・ネッケル財務長官に対する暗殺計画の疑問の余地なき首謀者であったファヴラ侯爵の事件に際し、アントレーグ伯爵はファブラが逮捕・処刑された1週間後の1790年2月27日にフランスを離れるのが賢明だと判断した。その後彼はローザンヌに亡命し、次いでイタリアとの国境にあるメンドリシオに向かった。そこでアントレーグは、スペインに情報を伝えることを主な任務とする最初の情報網の基礎を築いた。彼はその後1804年に書かれた手紙の中で、自分は国王ルイ16世の命令に従ってそれを行ったと主張している。 
この情報網の目的はフランスで情報を入手し、それをスペインの駐ヴェネツィア大使シモン・デ・ラス・カサスに送ることだった。アントレーグはその後、最初に「パリの機関」、次に「製造所」と名付けた情報網をパリで作った。この情報網の最初のエージェントはシュヴァリエ・ド・ポメル、ピエール＝ジャック・ルメートル、デュヴェルヌ・ド・プレールの3人であり、彼らは反革命派のジャーナリストで聖職者のフォントネイ修道院長が編集していた新聞「ジュルナル・ジェネラル」においてすでに協力関係にあった。 

### 増大する影響力

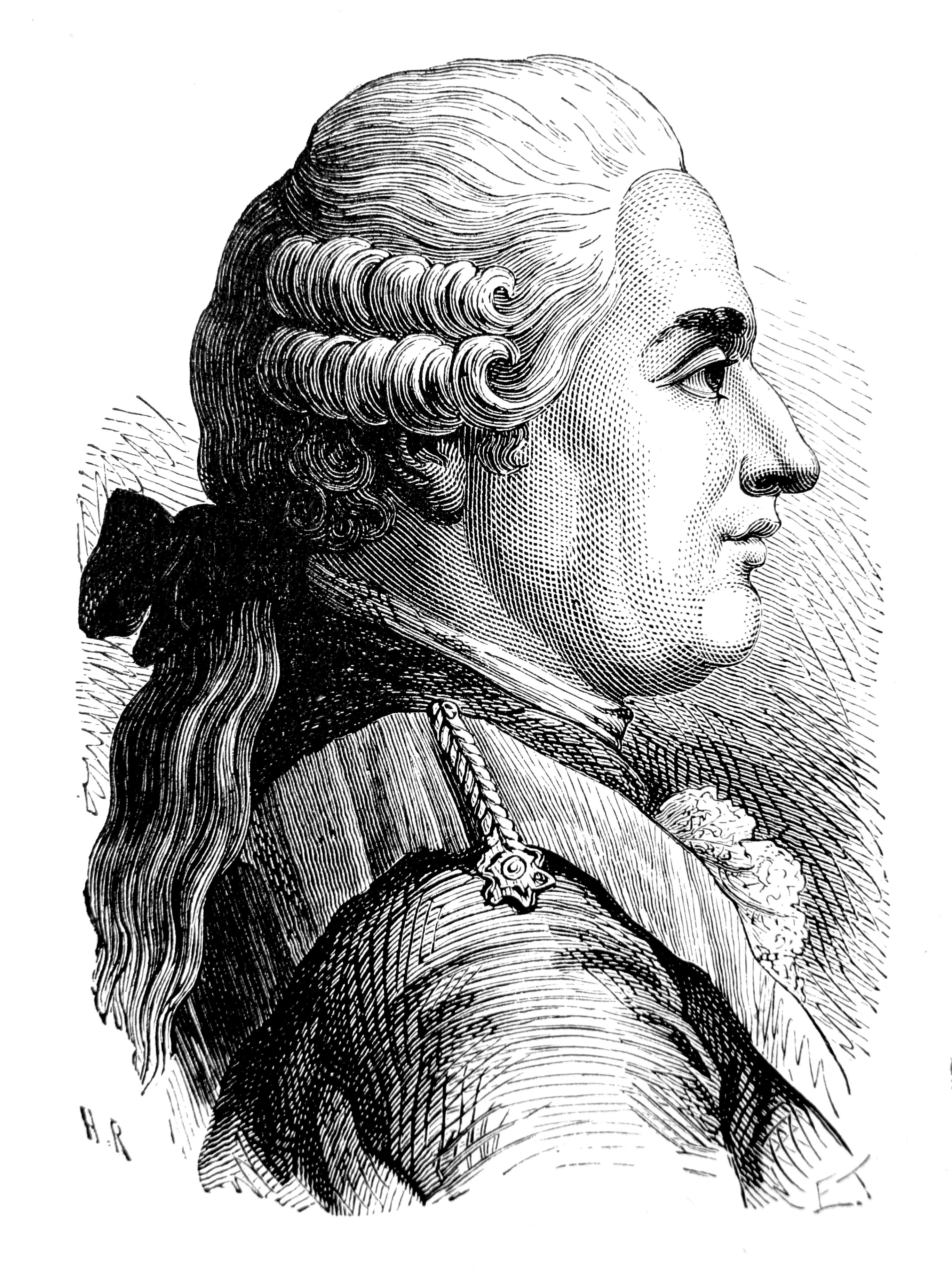
王国の摂政であり、のちに国王ルイ18世となるプロヴァンス伯爵はこの機関から情報を受け取っていた一人だった。

3人のエージェントは「ジュルナル・ジェネラル」の事務所やサン＝ブリス＝スー＝フォレにあったルイ＝フランソワ・ド・ラ・トゥールの印刷所で会っていた。彼らはこれらの会合でアントレーグ伯爵に手紙を書き、伯爵はそれをコピーし、修正を加えた上でヴェネツィアのスペイン大使に送っていた。手紙は当初はわかりやすく書かれていたが、すぐに行間が広く空いた、とるに足らない商業用手紙の形をとるようになった。手紙の行間には不可視インク、すなわちレモン汁を使って文章が書き加えられていた。エージェントはいくつかの方法で情報を収集した。初めは1792年8月10日まではまだ自由であった新聞から。その後はカフェやクラブ、サロンで聞き集めてきた会話によって。そして最後に、かってアントレーグの家庭教師であったカノン＝ジャン・メイドゥーやトロワの司教総代理、前警察長官のニコラ・スルダ、ケルシー選出の憲法制定国民議会の代議士ジャン＝フェリクス・ファイデル、アントレーグ伯爵の友人でラテル師またはベスナールと名乗る人物（伯爵は彼を憲法制定国民議会の事務局に送り込み、その後彼は陸軍省の事務局に移った）のような「よく知られた」人物との接触を通じて。情報網は少しずつ広がっていった。1792年にはアルトワ伯が情報の受信者としてスペイン大使館に追加された。スペイン政府は1791年10月8日に彼らに報酬を支払うことを決定していた。その後情報網は、ブロティエ神父と、おそらく代議士であったバルテルミー・シテラを組織に加えるだろう。 
1792年4月に革命政府がボヘミア・ハンガリー国王に宣戦布告した後、「製造所」は地下に潜伏して、アントレーグ伯爵とのやり取りが傍受されないための予防措置を強化しなければならなくなった。革命家たちが徐々にヨーロッパ諸国との戦争に突入していく中、各国はそこで何が起こっているかについての情報を得たいと望むようになった。その後、アントレーグはメンドリシオから連れてきた来た巨大なスパイ組織の長になり、1794年の夏までスイスに住んでいた。1794年7月、アントレーグはスパイ網の新たな中心となったヴェネツィアに移り住み、摂政を宣言してヴェローナに摂政府を設置したプロヴァンス伯に情報を伝えた。アントレーグはまた、イギリスの駐ヴェネツィア領事フランシス・ドレイクを通じてイギリスに、またロシア、ナポリ、リスボンにも情報を伝えている。1794年9月には16人のエージェントが集まり、ボメルの指揮のもと情報を伝えるニュースレターを作成した。この公報には、レモン汁または化学製品で書かれた文書が補足されていた。 

### 困難と目的

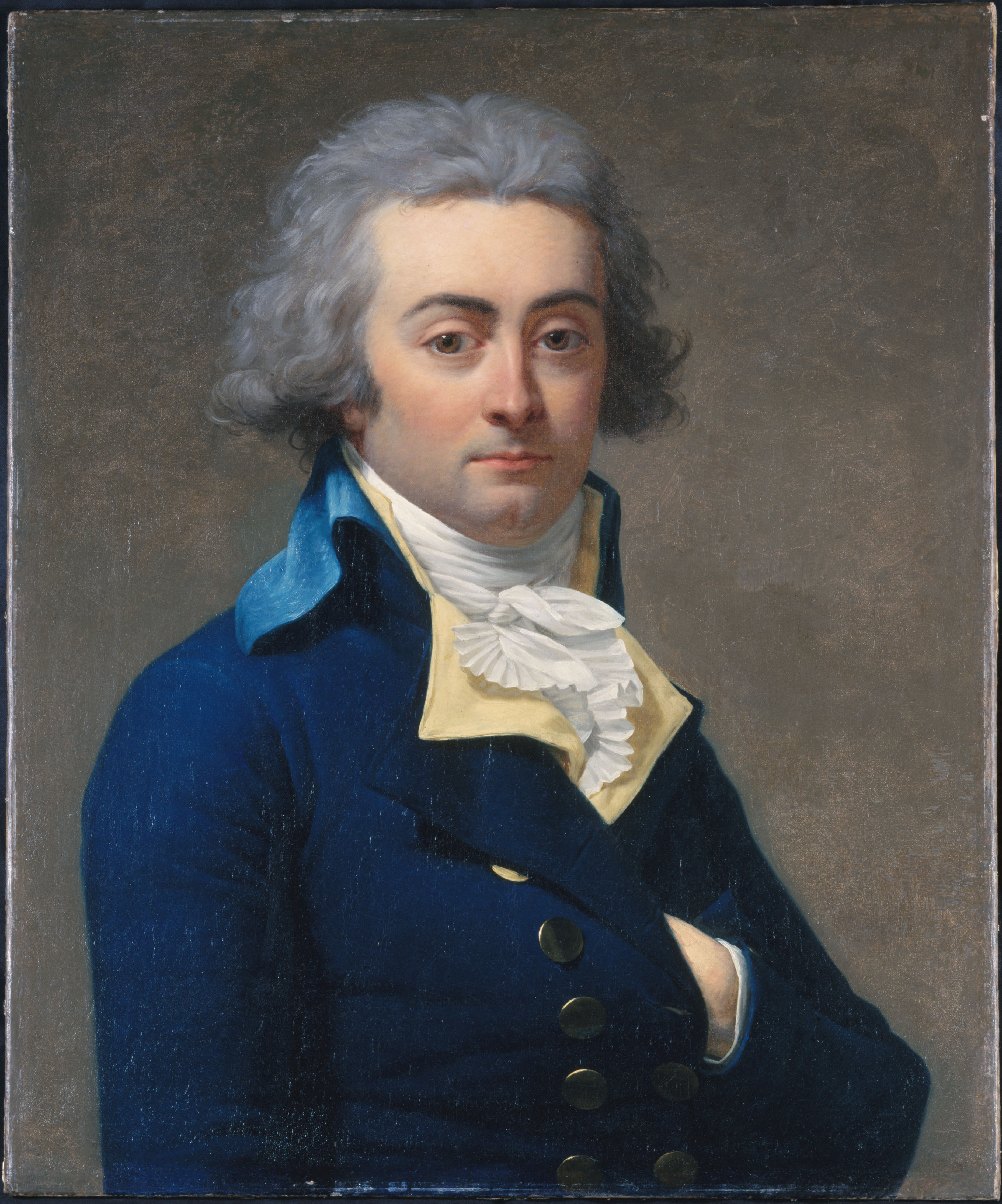
アントレーグ伯爵の作り事は、時に予想外の重大性を持つこともあった。公安委員会の虚偽の議事録が出版された後、議員たちはエロー・ド・セシェルに裏切られたと信じて彼をギロチンに送った。

筆記の処理はお粗末なもので、インクがすぐに浮かびあがるか、逆に受信者に判読不能なままであることがしばしばだった。手紙は運び屋によってパリからバーゼルまで運ばれ、そこから発送された。処理がうまくいった場合には、透明インクが文字を表示する時間は非常に短かかった。アントレーグは自分のメッセージをすぐにルロワという共犯者に、その後デュフォール神父に伝えなければならなかった。情報が暗号化されているため解読しなければならないこともある。後にアントレーグはそれぞれの受取人に送るいくつかの個人的な要約を書かなければならなかった 。 
パリの機関は、革命政府によって作られた多くの警察組織がまだ彼らについて把握していないためにうまく活動を続けることができた。メンバーは仮名を使うか、数字と文字で指定された。ルメートルは「レトラメ」、ボワシーは「ユダヤ人」と呼ばれていた。ティボーは「身体」。ブロティエ神父は「QQ」または「99 」、スルダは「BB」、リヴィエール夫人は「RR」、デュヴェルヌ・ド・プレールは「デュナン」と呼ばれた。受信者もまた仮名を使用している：アントレーグは「マルコ・フィリベルティ」または「サヴォニアーノ」という仮名を使っているが、ドラレンヌ神父は「グレゴリオ・レトーニ」と名乗っている 。1792年8月10日以降、革命家たちがスパイの捜索を開始すると、これらの任務は非常に困難なものとなった。信頼できる情報が不足しているため、批判的思考が欠けているアントレーグは誤った情報を広めた。ルメートルは「貴族」と頻繁に交際していると当局に報告され、革命の祝賀会に参加することを控えた後に逮捕された。それ以来、ブロティエ神父とポメルは潜伏し、アントレーグとのやり取りはより稀になった。1794年6月にはスルダが逮捕されたが、彼は逃亡した。ロベスピエールの失脚後、9月15日にルメートルが釈放され、報告書は再び規則的に作成されるようになった。しかし、恐怖政治の間、彼の 「パリの友人」とのつながりが失われていたにもかかわらず、アントレーグは常に信憑性の欠如した虚偽の報道を受信者に送り続けていた 。 
1795年10月、ブロティエ神父とルメートルが王党派によるウァンデミエール13日の暴動に参加した後、後者が妻とともに逮捕された。アパートが捜索された結果、2枚のマットレスの間から通信文が発見された。ブロティエ神父も逮捕され、情報網のほとんどのメンバーの名前がすぐに明らかとなった。ルメートルは11月9日に処刑され、「製造所」は消滅した。しかし、かつてのメンバーは共和国に対する苦しい闘いを個別に続けていた。ブロティエ神父とラ・ヴィユルノワは1797年に逮捕され、カイエンヌに追放されて翌年死亡した。デュヴェルヌ・ド・プレールは統領政府の時代までカナリア諸島に追放された。ポメルとポリ男爵は完全に消息を絶ち、スルダはのちにナポレオンの二重スパイとなった 。 最後に、アントレーグは「モンガイヤールの情報網 」と呼ばれる新しい機関を組織しようとしていたが、最終的に彼は1812年7月に不明瞭な状況で殺害されることになる。